# Jonathan Groth
Jonathan Groth (* 9. November 1992) ist ein dänischer Tischtennisspieler. 2016 wurde er Europameister im Doppel.

## Werdegang
Stammverein Groths in Dänemark war der BTK Vedbæk auf Seeland, bei dem er unter anderen mit Kasper Sternberg zusammen spielte. Mit diesem gewann er bei der Europameisterschaft 2010 nach einer Niederlage im Endspiel gegen die viermaligen Europameister Timo Boll/Christian Süß (0:4) die Silbermedaille. Im gleichen Jahr wurde er bereits Junioren-Europameister im Doppel mit Hunor Szőcs aus Rumänien.
Ab 2011 spielte Jonathan Groth in Deutschland. Vom BTK Vedbæk kommend spielte er in der Saison 2011/12 mit TTC Schwalbe Bergneustadt in der 2. Bundesliga Nord, wechselte dann für ein Jahr zum TTC RhönSprudel Fulda-Maberzell, wo er in der 2. Mannschaft in der Regionalliga eingesetzt wurde, und schloss sich 2013 dem damaligen Bundesliga-Aufsteiger TTC Hagen an. In der Saison 2014/15 spielte er für TTC Grenzau, danach für TTC RhönSprudel Fulda-Maberzell. Von 2012 bis 2016 wurde er fünfmal dänischer Meister im Einzel.
Nach der EM 2015 rückte er erstmals in die Top 100 der Weltrangliste vor und konnte sich auch in den Monaten danach weiter verbessern. In der Bundesliga trug er mit einer Bilanz von 13:5 dazu bei, dass Fulda am letzten Spieltag die Tabellenführung übernehmen konnte. Durch das Karriereende von Michael Maze wurde er zudem im März 2016 der in der Weltrangliste bestplatzierte dänische Spieler, nachdem er diese Position während Inaktivitätsphasen von Maze schon vorher zeitweise innegehabt hatte. Im April qualifizierte er sich nach mehreren Siegen über favorisierte Gegner für die Olympischen Spiele. Dort kam er unter die letzten 32, wo er gegen den amtierenden Weltmeister und späteren Goldmedaillengewinner Ma Long ausschied, und erreichte infolgedessen in der Weltrangliste mit Platz 27 eine neue Bestmarke. Bei der Europameisterschaft 2016 gewann er im Doppel mit Patrick Franziska die Goldmedaille, im Einzel kam er ins Achtelfinale, das er mit 3:4 gegen Timo Boll verlor. Ebenfalls mit Patrick Franziska spielte er 2016 erfolgreich auf der World Tour, wo sie sich im Doppel mit zwei Gold- und zwei Bronzemedaillen für die Grand Finals qualifizierten, dort wegen einer Verletzung Franziskas aber nicht antreten konnten. 2017 qualifizierten sie sich erneut, schieden aber in der ersten Runde aus.
Beim Europe Top 16 2018 erreichte Groth den 3. Platz und qualifizierte sich somit zum ersten Mal für den World Cup, bei dem er die Hauptrunde erreichte und dort gegen Kōki Niwa ausschied. Im November stellte er mit Weltranglistenplatz 15 einen neuen persönlichen Rekord auf. Auch für die Grand Finals 2018 konnte Groth sich im Doppel mit Franziska wieder qualifizieren – zudem hatten sie im Jahresverlauf unter anderem EM-Bronze geholt –, trat aus finanziellen Gründen aber nicht an. Auf Vereinsebene wechselte er 2018 zum russischen Club KNT UGMK, mit dem er 2019 ins Champions-League-Finale einzog, dort aber gegen Orenburg unterlag. Durch seinen zweiten Platz bei den Europaspielen qualifizierte er sich für die – wegen der COVID-19-Pandemie auf 2021 verschobenen – Olympischen Spiele in Tokio, wo er unter die besten 32 kam.
2021 war Groth Teil des dänischen Teams, das bei der Europameisterschaft überraschend Bronze holte – die erste Mannschafts-EM-Medaille seit 2009 –, nachdem es unter anderem Portugal und England besiegt hatte.

## Turnierergebnisse
| Verband | Veranstaltung                         | Jahr | Ort             | Land | Einzel        | Doppel        | Mixed        | Team          |
| ------- | ------------------------------------- | ---- | --------------- | ---- | ------------- | ------------- | ------------ | ------------- |
| DEN     | Europameisterschaft                   | 2024 | Linz            | AUT  | letzte 64     | letzte 32     |              |               |
| DEN     | Europameisterschaft                   | 2023 | Malmö           | SWE  |               |               |              | Viertelfinale |
| DEN     | Europameisterschaft                   | 2022 | München         | GER  | letzte 64     | letzte 32     |              |               |
| DEN     | Europameisterschaft                   | 2021 | Cluj-Napoca     | ROU  |               |               |              | Halbfinale    |
| DEN     | Europameisterschaft                   | 2020 | Warschau        | POL  | letzte 64     |               |              |               |
| DEN     | Europameisterschaft                   | 2019 | Nantes          | FRA  |               |               |              | 9.–16. Platz  |
| DEN     | Europameisterschaft                   | 2018 | Alicante        | ESP  | Achtelfinale  | Halbfinale    |              |               |
| DEN     | Europameisterschaft                   | 2017 | Luxemburg       | LUX  |               |               |              | 17            |
| DEN     | Europameisterschaft                   | 2016 | Budapest        | HUN  | Achtelfinale  | Gold          |              |               |
| DEN     | Europameisterschaft                   | 2015 | Jekaterinburg   | RUS  | letzte 32     | Achtelfinale  |              | 21            |
| DEN     | Europameisterschaft                   | 2014 | Lissabon        | POR  |               |               |              | 19            |
| DEN     | Europameisterschaft                   | 2013 | Schwechat       | AUT  | letzte 64     | letzte 32     |              |               |
| DEN     | Europameisterschaft                   | 2012 | Herning         | DEN  | letzte 64     | Achtelfinale  |              |               |
| DEN     | Europameisterschaft                   | 2010 | Ostrava         | CZE  |               | Silber        |              |               |
| DEN     | Europameisterschaft                   | 2009 | Stuttgart       | GER  |               |               |              | Silber        |
| DEN     | Europaspiele                          | 2023 | Krakau          | POL  | Achtelfinale  |               |              | Viertelfinale |
| DEN     | Europaspiele                          | 2019 | Minsk           | BLR  | Silber        |               |              |               |
| DEN     | Europe Top-16                         | 2025 | Montreux        | SUI  | Viertelfinale |               |              |               |
| DEN     | Europe Top-16                         | 2024 | Montreux        | SUI  | Achtelfinale  |               |              |               |
| DEN     | Europe Top-16                         | 2023 | Montreux        | SUI  | Achtelfinale  |               |              |               |
| DEN     | Europe Top-16                         | 2022 | Montreux        | SUI  | Achtelfinale  |               |              |               |
| DEN     | Europe Top-16                         | 2021 | Thessaloniki    | GRC  | Achtelfinale  |               |              |               |
| DEN     | Europe Top-16                         | 2020 | Montreux        | SUI  | Achtelfinale  |               |              |               |
| DEN     | Europe Top-16                         | 2019 | Montreux        | SUI  | Viertelfinale |               |              |               |
| DEN     | Europe Top-16                         | 2018 | Montreux        | SUI  | Bronze        |               |              |               |
| DEN     | Europe Top-16                         | 2017 | Antibes         | FRA  | 9.–12. Platz  |               |              |               |
| DEN     | Jugend-Europameisterschaft (Junioren) | 2010 | Istanbul        | TUR  |               | Gold          |              |               |
| DEN     | Nordic Meisterschaften                | 2010 | Helsinki        | FIN  |               |               | Silber       |               |
| DEN     | Olympische Spiele                     | 2024 | Paris           | FRA  | letzte 32     |               |              | Achtelfinale  |
| DEN     | Olympische Spiele                     | 2021 | Tokio           | JPN  | letzte 32     |               |              |               |
| DEN     | Olympische Spiele                     | 2016 | Rio de Janeiro  | BRA  | letzte 32     |               |              |               |
| DEN     | WTT Series (Star Contender)           | 2025 | Doha            | QAT  | Silber        |               |              |               |
| DEN     | WTT Series (Contender)                | 2023 | Lima            | PER  | Halbfinale    |               |              |               |
| DEN     | WTT Series (Contender)                | 2023 | Lagos           | NGR  | Halbfinale    |               |              |               |
| DEN     | ITTF World Tour                       | 2013 | Olmütz          | CZE  | letzte 32     |               |              |               |
| DEN     | ITTF World Tour                       | 2013 | Yokohama        | JPN  | letzte 32     |               |              |               |
| DEN     | ITTF World Tour                       | 2013 | Zagreb          | CRO  | Viertelfinale |               |              |               |
| DEN     | ITTF World Tour                       | 2013 | Doha            | QAT  | letzte 32     |               |              |               |
| DEN     | ITTF World Tour                       | 2012 | Kobe            | JPN  | letzte 64     |               |              |               |
| DEN     | ITTF World Tour                       | 2012 | Velenje         | SLO  | letzte 64     |               |              |               |
| DEN     | ITTF Pro Tour                         | 2010 | Kobe            | JPN  | letzte 64     |               |              |               |
| DEN     | ITTF Pro Tour                         | 2009 | Tianjin         | CHN  | letzte 64     | Viertelfinale |              |               |
| DEN     | ITTF World Tour Grand Finals          | 2017 | Astana          | KAZ  |               | Viertelfinale |              |               |
| DEN     | Weltmeisterschaft                     | 2024 | Busan           | KOR  |               |               |              | Viertelfinale |
| DEN     | Weltmeisterschaft                     | 2023 | Durban          | RSA  | letzte 64     |               |              |               |
| DEN     | Weltmeisterschaft                     | 2021 | Houston         | USA  | letzte 32     |               |              |               |
| DEN     | Weltmeisterschaft                     | 2019 | Budapest        | HUN  | letzte 32     | Achtelfinale  |              |               |
| DEN     | Weltmeisterschaft                     | 2018 | Halmstad        | SWE  |               |               |              | 29            |
| DEN     | Weltmeisterschaft                     | 2017 | Düsseldorf      | GER  | letzte 32     | Achtelfinale  | Achtelfinale |               |
| DEN     | Weltmeisterschaft                     | 2016 | Kuala Lumpur    | MAS  |               |               |              | 17            |
| DEN     | Weltmeisterschaft                     | 2015 | Suzhou          | CHN  | letzte 32     | letzte 64     |              |               |
| DEN     | Weltmeisterschaft                     | 2014 | Tokio           | JPN  |               |               |              | 21            |
| DEN     | Weltmeisterschaft                     | 2013 | Paris           | FRA  | letzte 128    | letzte 64     |              |               |
| DEN     | Weltmeisterschaft                     | 2012 | Dortmund        | GER  |               |               |              | 20            |
| DEN     | Weltmeisterschaft                     | 2011 | Rotterdam       | NED  | Qual.         | letzte 32     |              |               |
| DEN     | World Cup                             | 2024 | Macau           | MAC  | 17.–32. Platz |               |              |               |
| DEN     | World Cup                             | 2019 | Chengdu         | CHN  | 17.–20. Platz |               |              |               |
| DEN     | World Cup                             | 2018 | Paris           | FRA  | Achtelfinale  |               |              |               |
| DEN     | Jugend-Weltmeisterschaft              | 2010 | Bratislava      | SVK  | Achtelfinale  |               |              |               |
| DEN     | World Junior Circuit                  | 2010 | Linz            | AUT  | Silber        |               |              |               |
| DEN     | World Junior Circuit                  | 2009 | Vern sur Seiche | FRA  | Viertelfinale |               |              |               |